# Burg Alt-Kisslegg
Die Burg Alt-Kisslegg ist eine abgegangene Höhenburg auf einem Hügel hinter dem „Hundehof“ (Burg 2) östlich von Kißlegg an der Landstraße 330 nach Wolfegg im Landkreis Ravensburg in Baden-Württemberg.

## Geschichte
Vermutlich wurde die im 12. Jahrhundert erwähnte Burg schon früher von den Herren von Kisilegge (Chisilecke), die Ministeriale des Klosters St. Gallen waren, erbaut. Um 1300 kam die Burg durch Erbe an die Herren von Schellenberg. 1525, während des Bauernkrieges, wurde Kißlegg und die Burg zur Hälfte an Friedrich von Freyberg verkauft, der und die Schellenberger bald danach in das Alte Schloss und das Neue Schloss in Kißlegg umsiedelten. Im 17. Jahrhundert war die Burg eine Ruine. 1662 nutzte das Kloster die Steine der Burg für den Aufbau des Pfarrhofes.

## Beschreibung
Die auf einem sieben Meter hohen Burghügel mit sechseckigem Turm errichtete Burganlage, von der im 18. Jahrhundert noch Ruinen sichtbar waren, war von einer Wehrmauer, den Verwaltungsgebäuden, Wirtschaftsgebäuden und einem 200 Meter langen über ein Zugbrücke zu passierenden Wassergraben umgeben. Der Turm der Burg wurde über Jahrhunderte auch als Gefängnis genutzt.

## Legende
Nach einer Legende soll es in den Kellern der Burg einen verlorenen Schatz gegeben haben. Auch soll es hier spuken. Nach der Legende sollen sich zuweilen in den Gemäuern der Burg eine große schwarze Katze sowie auch andere Gestalten zeigen und dann urplötzlich wieder verschwinden.